# Digitalt ekosystem
| Digitalt ekosystem |
| --- |
| Digitala ekosystem skapas bland annat inom modern mobiltelefoni. - Betydelse: Socio-tekniskt system inom modern digital kommunikation - Ursprung: Digital business ecosystem (engelska, 2002) - Relaterat ord: Ekosystem |

Ett digitalt (affärs)ekosystem, eller informationsekosystem, är ett socio-tekniskt system med egenskaper för självorganisering, skalbarhet och hållbarhet. Begreppet har skapats i samband med framväxten av digitala nätverk och andra moderna tekniska system, ofta marknadsförda och underhållna av transnationella företag inom kommunikationssektorn.

## Bakgrund
Begreppet myntades 2002 av ett antal europeiska forskare, inklusive Francesco Nachira. Det presenterades (på engelska) som digital business ecosystem ('digitalt affärsekosystem').
Dess naturliga motsvarighet – ett naturligt ekosystem – är inom biologin ett begränsat område som består av den icke-biologiska omgivningen plus de ingående växterna och djuren. Strängt taget väljer vi själva hur stort eller litet ett ekosystem kan vara: alltifrån tångbältet i en havsvik till att se hela jordklotet som ett ekosystem. 
Även om inget hindrar att ekosystemet påverkas utifrån av andra faktorer är samspelet och konkurrensen inom ekosystemet det väsentliga. Det utmärkande för ett ekosystem är att det är självreglerande. Om antalet bytesdjur till exempel ökar, kan dessa föda ett större antal rovdjur, som pressar tillbaka antalet bytesdjur. Detta innebär att de svängningar av individantalet som förekommer varierar kring ett ungefärligt medelvärde och sker utan någon central styrning. En sådan självreglerande mekanism, bestående av oberoende aktörer med själviska intressen i en övergripande fungerande miljö, är en viktig egenskap även för digitala ekosystem. Inom de digitala ekosystemen vill man alltså kunna överföra fungerande principer från naturens ekosystem till våra virtuella världar. 
I den digitala världen studeras digitala ekosystem som är befolkade av ”infoinvånare”. Dessa är intelligenta enheter, som verkar i någon bakomliggande människas intresse, till exempel förhandlar om pris för en vara eller skyddar en resurs från angrepp. Digitala ekosystem, eller informationsekosystem som det också kallas, är alltså något mer än en ordinär programvara: det ska kunna anpassa sig till olika förhållanden, enkelt kunna utvidgas eller krympa och vara öppet och allmängiltigt mot omgivningen.

## Exempel
Ekosystem eller digitalt ekosystem nämns ofta i samband med framväxten och utvecklingen av digitala system och nätverk – med eller utan koppling till Internet. Transnationella företag som Microsoft, Apple, Google, Sony och Facebook ses ofta som exempel på skapare och underhållare av digitala ekosystem, där företagssystemets ambition att kunna täcka kundernas alla (kommunikations)behov bidrar till kundlojalitet och ett affärsmässigt överläge gentemot konkurrenterna. Systemet underhålls både av dess skapare och av tredjepartsutvecklare som funnit en affärsmodell i att utveckla kompatibla verktyg och lösning.

## Kulturella och affärsmässiga motsvarigheter
Både det naturliga ekosystemet och det digitala fungerar som en sorts avgränsade civilisationer. Inom dessa civilisationer eller världar hanteras alla de resurser som är nödvändiga för att upprätthålla produktion och konsumtion. De kan jämföras med kulturgeografiska enheter, där exempelvis ett gemensamt språk kan avgränsa det område där en gemensam kultur utvecklas. De digitala ekosystemet avgränsas av interoperabiliteten i den teknik som används och utvecklas inom ekosystemet.
På ett liknande sätt utvecklas även andra ekosystem där olika typer av kompatibel teknik utvecklas och används. Några exempel på avgränsande teknik är gemensamma valutor, betalnings- eller telefonisystem.